# Kasteel Aldendriel
Kasteel Aldendriel is een middeleeuws kasteel, daterend uit 1477. Het bevindt zich in het dorp Mill, in de Nederlandse provincie Noord-Brabant. Het omgrachte kasteel bestaat uit een voorburcht en een weer apart omgrachte hoofdburcht.

## Geschiedenis
De eerst bekende bewoner is in circa 1500 jonkheer Hendrik van der Voort van Aldendriel. Zijn familiewapen bestaat uit een rode lelie op een zilveren schild, omlijst met vijf rode blokken. Het kasteel blijft tot 1700 in het bezit van deze familie. Daarna kwam het landgoed in handen van de heren Van Well. In die tijd werd het gebruikt als jachtslot en zomerverblijf. Van het oorspronkelijke huis is niet veel meer over wegens meerdere verbouwingen in de loop van honderden jaren.

## Gebruik
Het is anno 2016 nog steeds particulier eigendom. Het kasteel is niet publiekelijk toegankelijk. Sinds 1990 is in het koetshuis in de voorburcht een horecabedrijf gevestigd waar feesten en partijen kunnen worden gehouden. Sinds 2014 is in de dienstwoning van het landgoed een internetbureau gevestigd.

## Galerij

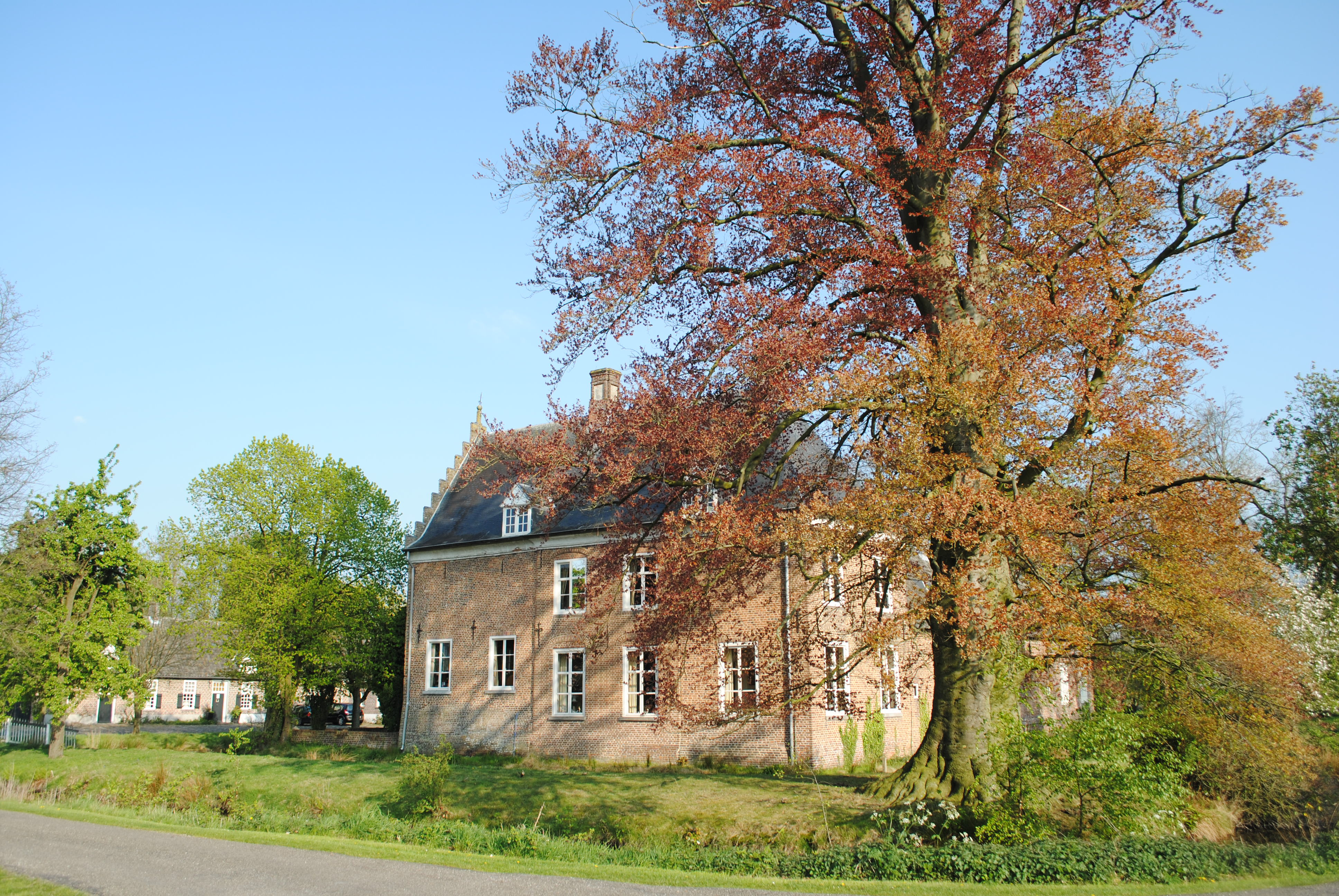
Het vooraanzicht van Kasteel Aldendriel
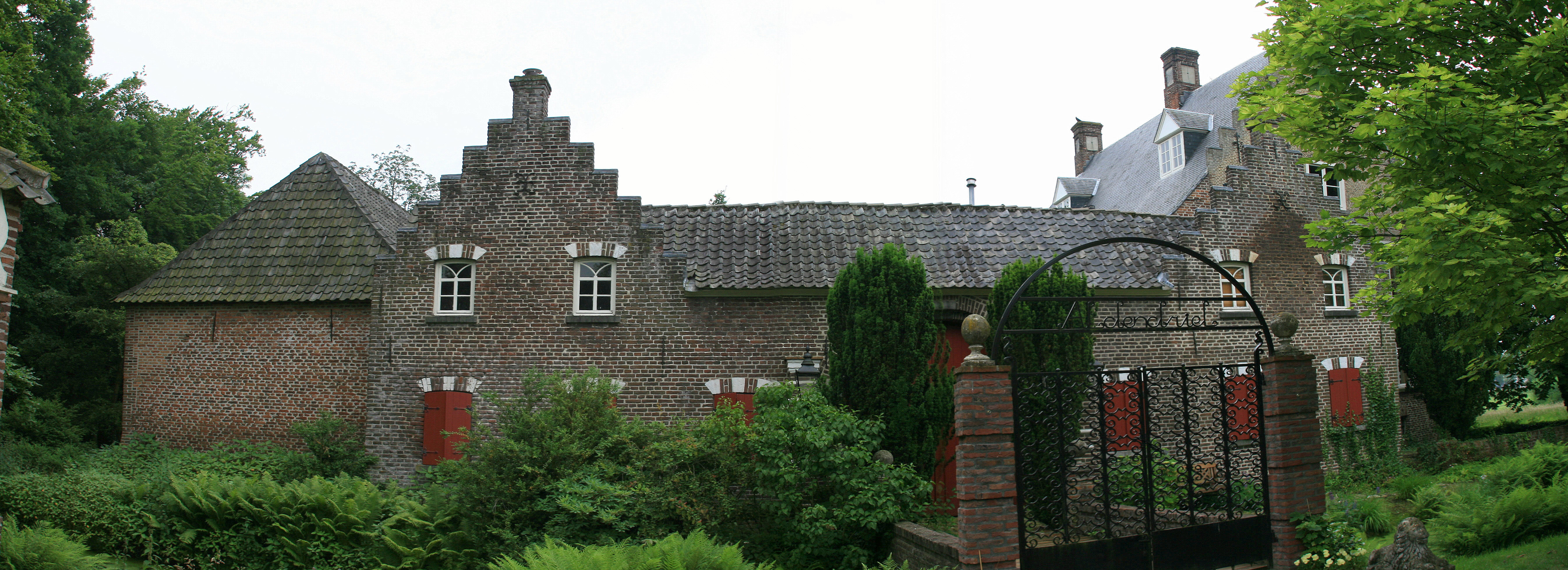
Kasteel Aldendriel
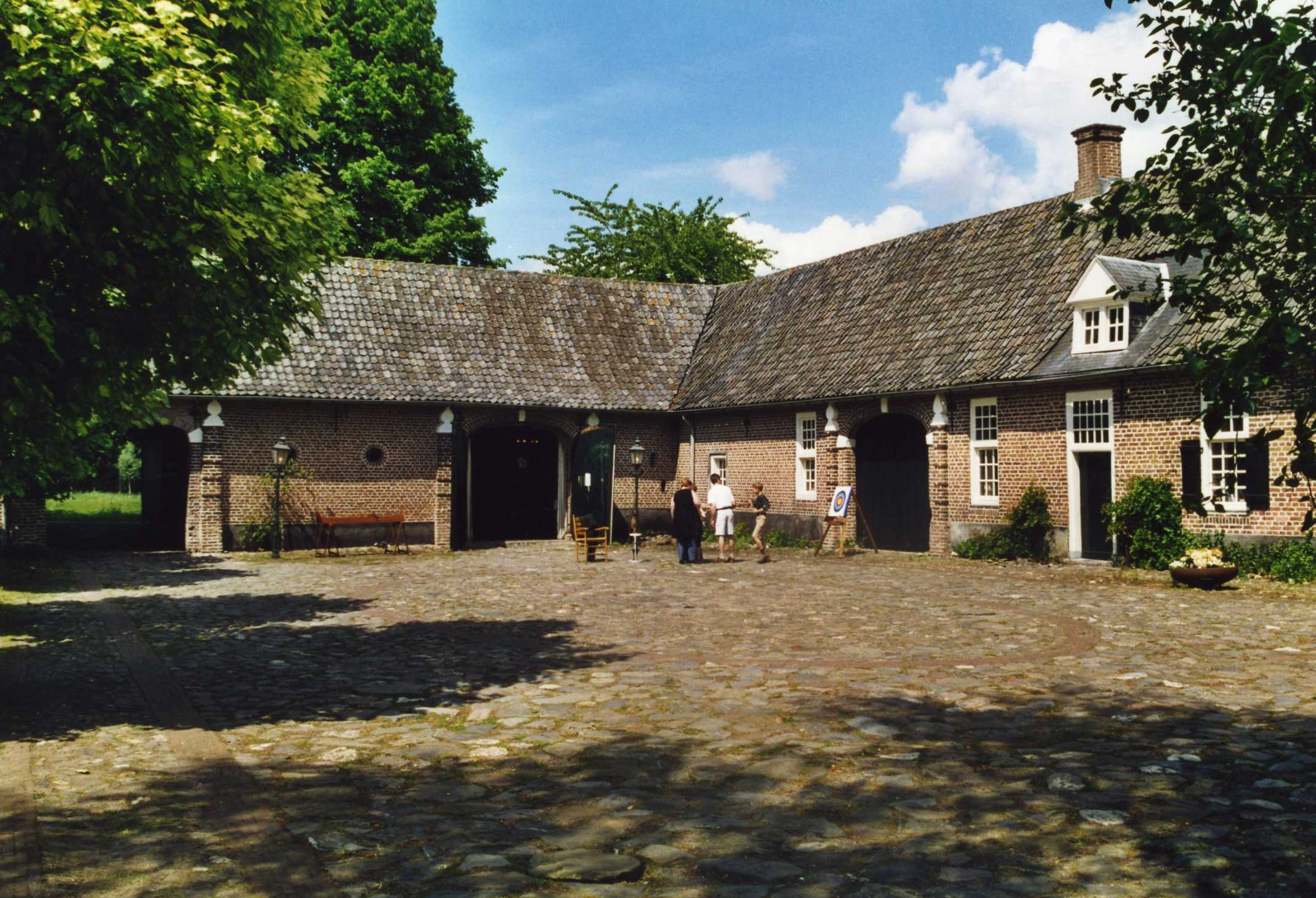
Voorburcht
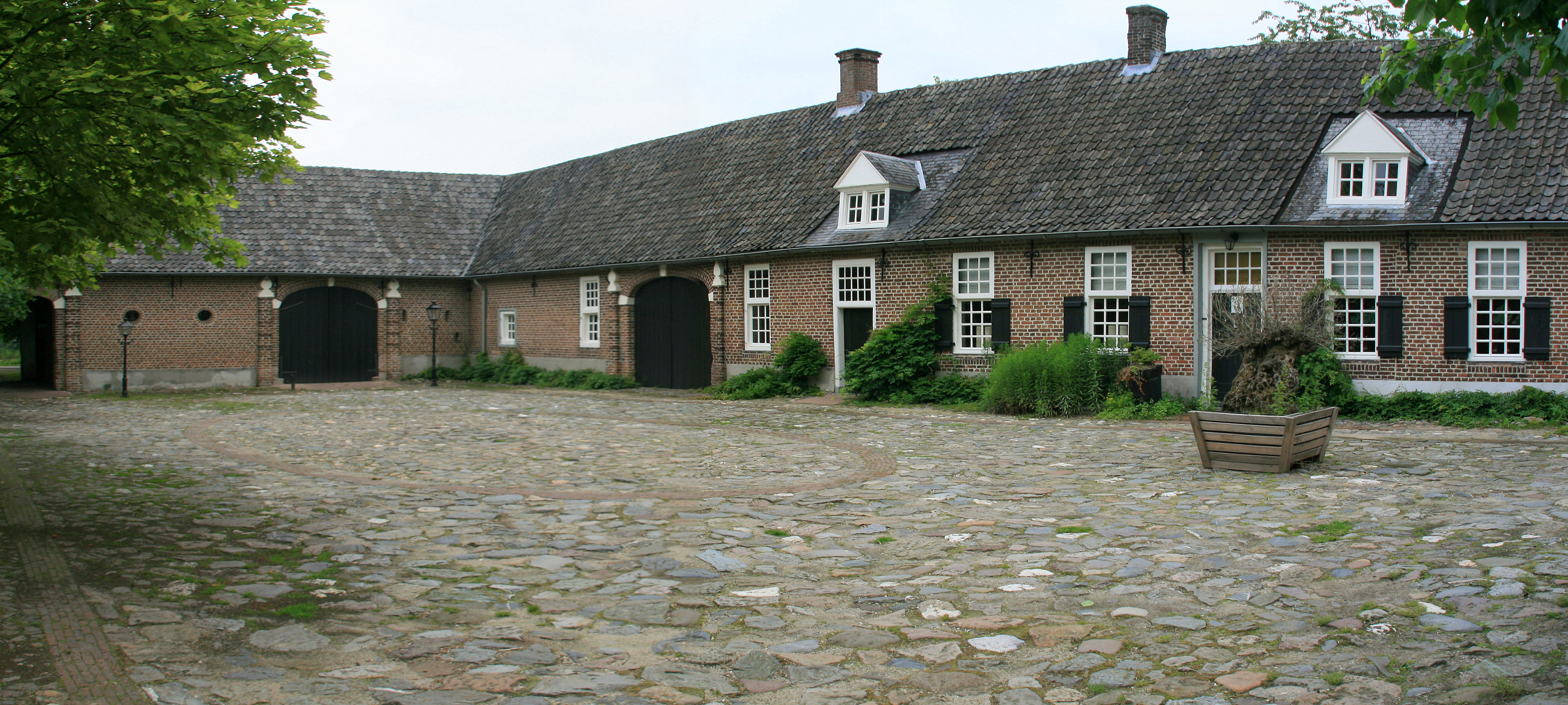
Koetshuis
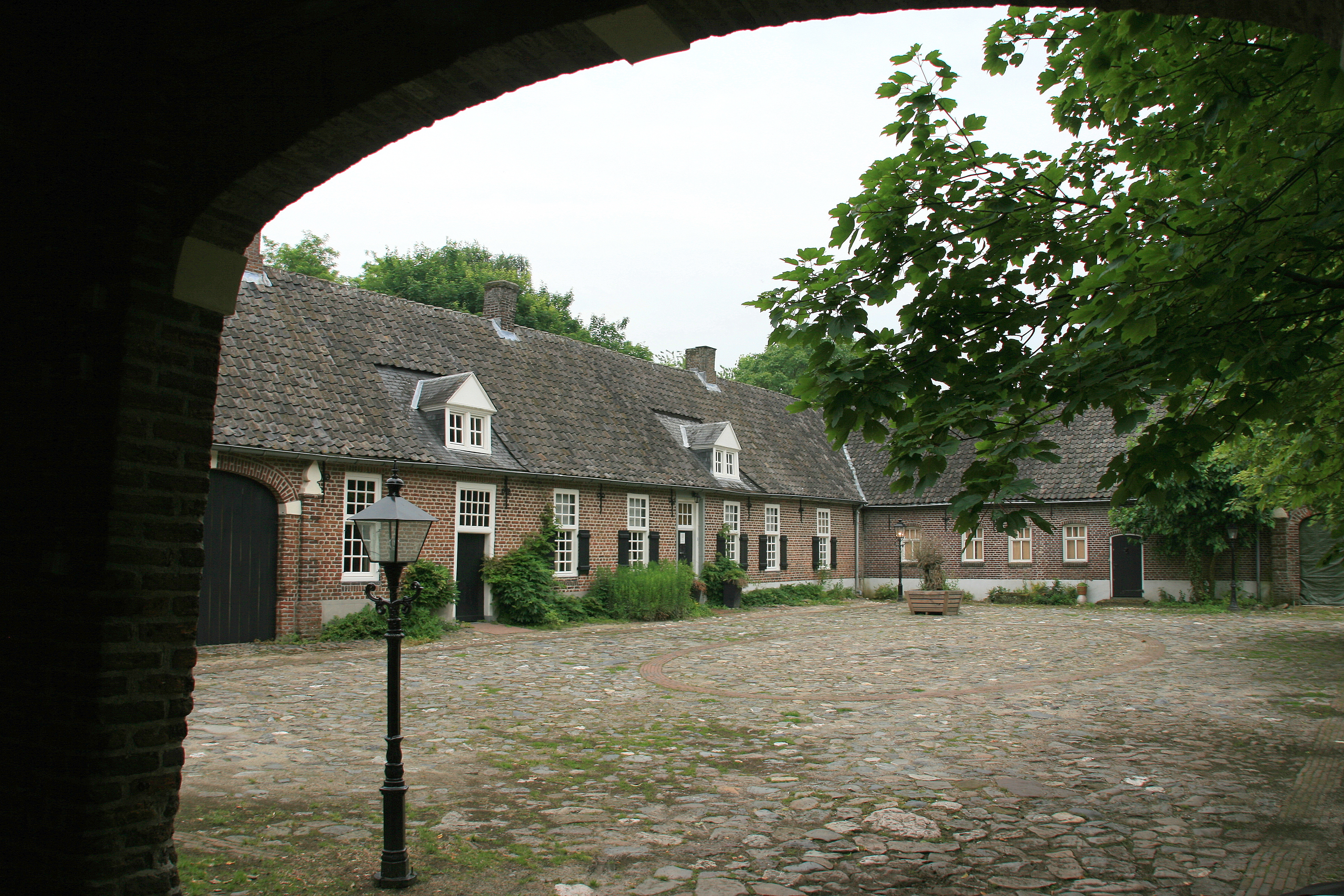
Toegangspoort met binnenplein
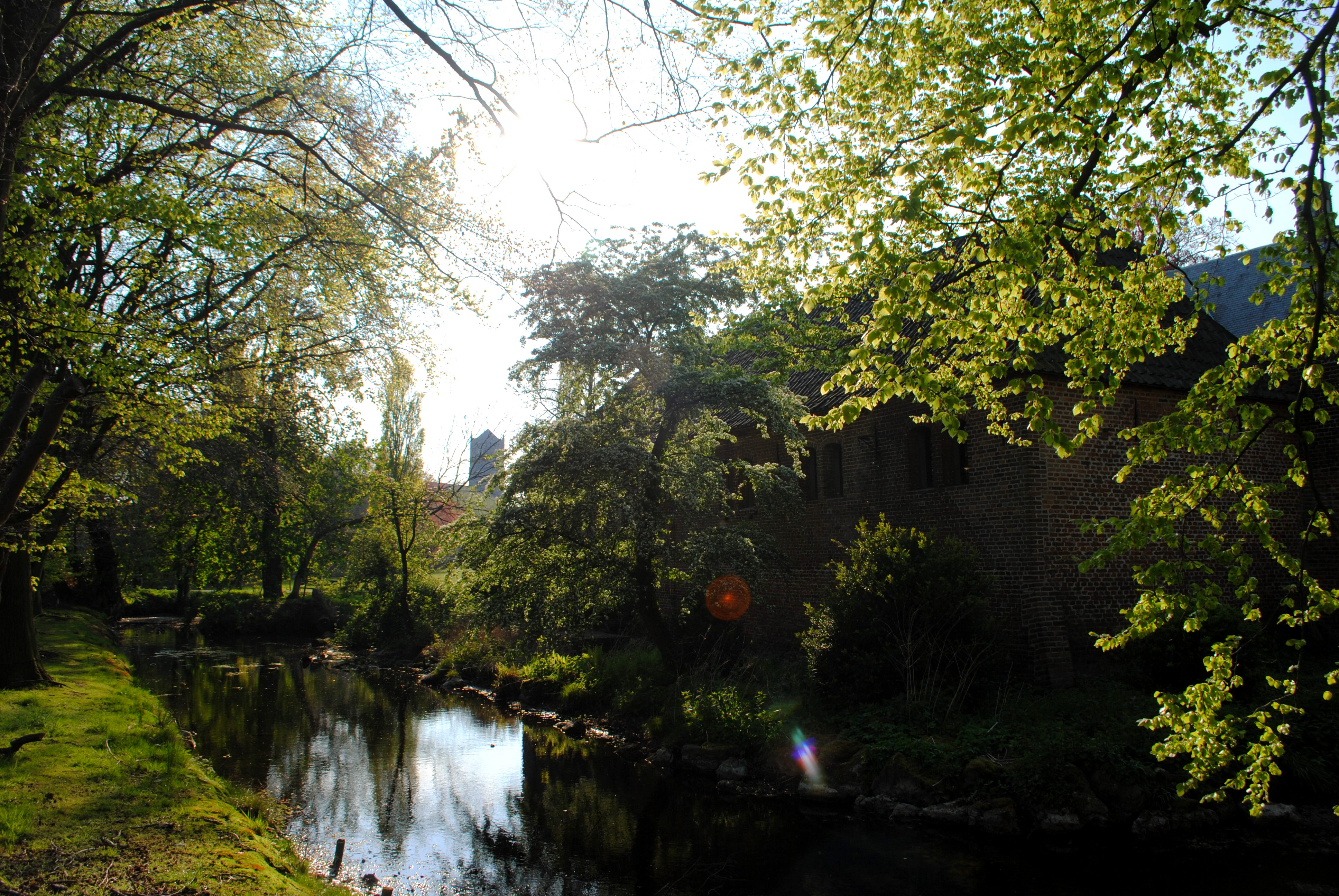
Achterzijde Kasteel Aldendriel met uitzicht op de kerktoren van Mill
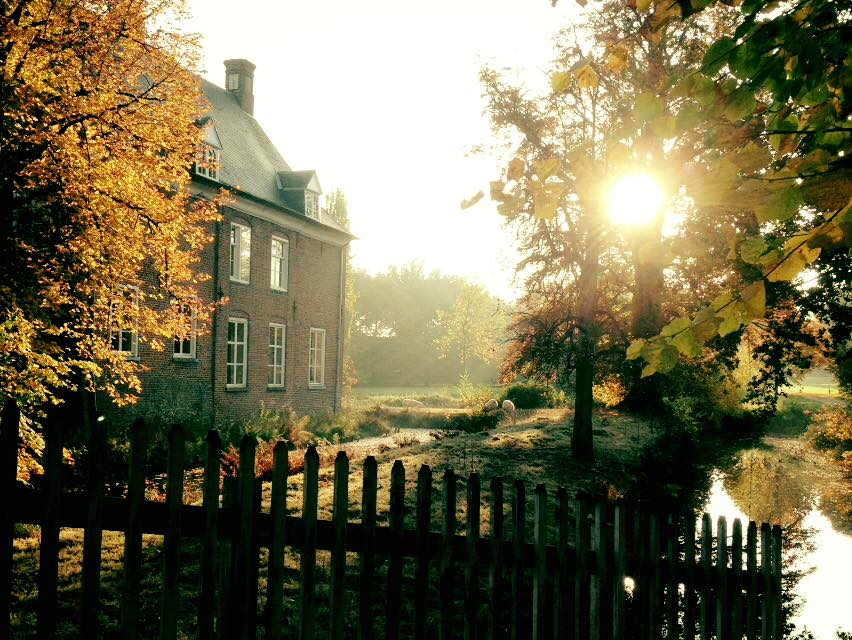
Kasteel Aldendriel in de herfst. Omringd door een dubbele gracht.